# Долина (станція)
Доли́на — проміжна залізнична станція 4-го класу Івано-Франківської дирекції Львівської залізниці на неелектрифікованій лінії Стрий — Івано-Франківськ між станціями Рожнятів (14 км) та Болехів (13 км). Розташована в однойменному місті Калуського району Івано-Франківської області.
Від станції відгалужується гілка до станції Вигода (9 км).

## Історія
Станцію відкрито 1875 року під час будівництва залізниці, яка з'єднала Стрий і Станиславів, що отримала назву залізниця Ерцгерцога Альбрехта.
До «реформи» Бориса Колеснікова 2012 року через станцію був інтенсивний рух міжміських пасажирських потягів:
- Львів — Чернівці;
- Ужгород — Чернівці;
- Чернівці — Мінськ;
- Чернівці — Перемишль.

## Пасажирське сполучення
Приміське:
- три пари дизель-поїздів сполученням Стрий — Івано-Франківськ. У Стрию є можливість здійснити пересадку на приміські електропоїзди у напрямку станцій Львів, Самбір, Трускавець, Лавочне, Мукачево, а також на пасажирські поїзди, що прямують до Києва, Дніпра, Запоріжжя, Одеси, Ужгорода, Харкова тощо.

Далеке:
- З 29 травня 2021 року призначений регіональний поїзд «Прикарпатський експрес» сполученням Івано-Франківськ — Ківерці складом ДПКр-3-001. На станції Долина зупиняється нічний швидкий поїзд № 43/044 «Стефанія Експрес» сполученням Івано-Франківськ — Київ — Черкаси.
- До лютого 2022 року курсував нічний швидкий поїзд № 133/134 сполученням Миколаїв — Івано-Франківськ, яким була можливість можливість дістатися до Долини з Херсона, Білої Церкви, Бердичева, Шепетівки, Дубна, Львова та низки інших міст.

У приміщення вокзалу розташована каса станції приміських автобусів.